# Xincheng, Xi'an
Xincheng är ett stadsdistrikt i provinshuvudstaden Xi'an i Shaanxi-provinsen i nordvästra Kina.